# Robert Phillimore
Robert Joseph Phillimore (från 1881 baronet), född 5 november 1810, död 4 februari 1885, var en brittisk jurist. Han var far till Walter Phillimore.
Phillimore blev redan under studietiden nära vän med William Ewart Gladstone. Han blev barrister 1841 och en mycket anlitad advokat, bland annat som drottningens generaladvokat 1862–1867. Åren 1855-1883 innehade han flera högre domarposter, sist i amiralitetsdomstolen. Phillimore utgav bland annat ett stort kyrkorättsligt arbete, Ecclesiastical law of England (4 band, 1873-1876) samt Commentaries upon international law (4 band, 1854-1861, 3:e utgåvan 1872-1889).